# لسنووتسی
لسنووتسی (به صربی: Lesenovci) یک منطقهٔ مسکونی در صربستان است که در الکساندراواک واقع شده‌است. لسنووتسی ۱۹۳ نفر جمعیت دارد.